# Zaječí
Zaječí település Csehországban, Břeclavi járásban. Zaječí Bulhary, Velké Pavlovice, Přítluky, Rakvice, Starovičky és Šakvice településekkel határos. Lakosainak száma 1533 fő (2024. január 1.).

## Története
A 11-13. században Morvaországhoz tartozott, mely 1031 és 1305 között a Přemyslid-dinasztia uralma alá tartozott,   1150-ig Mikulov (Nikolsburg) és Znojmo (Znaim) környékén Alsó-Ausztriából, akik az itteni új nyelvjárás alapján valószínűleg a regensburgi és passaui püspökség bajor területeiről származnak. Új mezőgazdasági eszközöket hoztak magukkal, és bevezették a jövedelmező háromtáblás rendszert.
A települést 1252-ben említették először a „saitzi bortizedben”, amely a saar-kolostor eredeti berendezésének része volt. A kolostor mind a lelkipásztori gondozást, mind a hely erődítését átvette. 1385-ben Saitz egy része a Liechtenstein-ház uradalmához tartozott. Egy másik rész 1594-ből Göding uralma alá került. A reformáció idején, 1550 körül a reformkori anabaptista mozgalom tagjai (hutteristák) telepedtek le a faluban. A hutterek többek között hitkeresztséget és jószágközösséget vallottak, és 1622-ben újra emigrálniuk kellett a harmincéves háború miatt.
Anyakönyveket 1653-tól, telekkönyveket 1652 óta vezetnek.
1691-ben 25 ház 46 lakossal az Eisgruber uradalomé, 77 ház 82 lakossal a gödingi uradalomé. 1850-ig Saitz két közösségre szakadt. Az 1910-es filoxérajárvány azonban szinte a teljes szőlőállományt elpusztította.
Az 1910-es filoxérajárvány azonban szinte a teljes szőlőállományt elpusztította. Bár a szőlőművelés fellendült, 1945-re a szőlőterület 55 hektárra csökkent.
Az I. világháború után (1914-1918) között Csehszlovákia Ausztria-Magyarország egyik utódállama volt, amely Csehország, Morvaország és Osztrák-Szilézia azon német nyelvterületeit követelte magának, amelyeket 1918 vége óta Német-Ausztriának tekintettek. A Woodrow Wilson által meghirdetett önrendelkezési jog ellenére az új állam igényt támasztott a cseh korona területének németek lakta részeire is, és 1918 novemberében a Csehszlovák Köztársaság csapatai elfoglalták Dél-Morvaországot. A St. Germain-i szerződés ezeket a vitatott területeket az ottani német lakosság akarata ellenére Csehszlovákiának ítélte oda. Az új államhoz került Saitz dél-morva város is, amelynek  1910-ben lakosságának 99,7%-a német dél-morva volt. A két világháború közötti időszakban a német lakosság körében tapasztalható magas munkanélküliség, az olyan intézkedések, mint az 1919-es földreform, az 1926-os nyelvrendelet letelepítéshez és a köztisztviselői állások csehekkel való helyettesítéséhez vezettek.

## Népesség
A település lakosságának változását az alábbi diagram mutatja:
| Lakosok száma | 1428 | 1500 | 1481 | 1253 | 1355 | 1375 | 1440 | 1432 | 1454 | 1533 |
|               | 1869 | 1900 | 1921 | 1961 | 1980 | 2011 | 2016 | 2019 | 2021 | 2024 |